# Caspar Arnhold
Caspar Arnhold (* 27. April 1972 in Frankfurt am Main) ist ein deutscher Fotograf, Schauspieler und Regisseur.

## Leben
Caspar Arnhold drehte 1984 seinen ersten Kurzfilm Kopflos. Nach dem Abitur assistierte er bei Fotografen und fotografierte selbst für Lifestyle-Beiträge in Magazinen, Sedcards für Modellagenturen und Locations für Filmproduktionen.
Unter dem Pseudonym Caspar Houser legte er als DJ in London und Frankfurt auf, produzierte und veröffentlichte zusammen mit Armin Johnert und Dennis Sarratou House-Musik.
1993 ging Arnhold nach London und studierte dort am Lee Strasberg Theatre Institute „Acting & Drama“. 1994 produzierte er mit Kommilitonen sein erstes Theaterstück. 1996 machte er an der London and International School of Acting seinen Abschluss als Joseph Garcin in In Camera von Jean Paul Sartre. Im gleichen Jahr schrieb und produzierte er den Kurzfilm Drinking & Bleeding mit Catarina Furtado in der Hauptrolle. 1997 kehrte er nach Deutschland zurück und arbeitete als Schauspieler in Theater, Film und TV. 2001 beendete er seine Karriere als Schauspieler und verbrachte einige Zeit als Barkeeper in der Gastronomie.
Seit 2004 ist er vorwiegend als Fotograf und Regisseur tätig. Er ist Mitglied der Deutschen Filmakademie. 2010 betreute er als Executive Producer den Science-Fiction-Film Nydenion von Jack Moik und ko-produzierte Alguien ha visto a Lupita? (Have you seen Lupita?) von Gonzalo Justiniano.
Seit 2011 ist Caspar Arnhold verheiratet und Vater einer Tochter.

## Preise
- 2004 Deutscher Filmpreis, Lola in Gold, Bester Kurzfilm
- 2008 Festival de Cannes, Short Film Corner, im Wettbewerb
- 2012 Cresta International Advertising Award, Finalist
- 2014 Monochrome Photography Award, Honorable Mention
- 2015 IPA Awards, Honorable Mention
- 2017 Monochrome Photography Award, Bronze & 2 Honorable Mention
- 2017 TIFA Tokyo International Foto Awards, Silber & Bronze
- 2017 One Eyeland Photography Awards, Bronze
- 2017 LICC London Int. Creative Competition, Honorable Mention
- 2017 ND Awards, Bronze & 1 Honorable Mention
- 2018 Prix de la Photographie Paris, Honorable Mention
- 2018 The Black&White Spider Award, Gold & 1 Honorable mention
- 2018 ND Awards, 3 Honorable Mention
- 2018 Monochrome Photography Award, 3 Honorable Mention
- 2019 International Color Award, 2 Nominierungen